# 五堵交流道
五堵交流道為臺灣中山高速公路的交流道，位於臺灣基隆市七堵區五堵，指標為6.8K。
|  | 6 五堵 | 五堵 |

## 外部連結
- 國道一號五堵交流道示意圖 （页面存档备份，存于）（交通部高速公路局）